# Verdrag van Montmartre
Het Verdrag van Montmartre werd getekend op 6 februari 1662 tussen koning Lodewijk XIV van Frankrijk en hertog Karel IV van Lotharingen. Het verdrag werd onderhandeld door Hugues de Lionne. Met dit verdrag kreeg Lodewijk XIV controle over het hertogdom Lotharingen .